# Provincia di Ferrara
La provincia di Ferrara è una provincia italiana dell'Emilia-Romagna di 339 999 abitanti.
Confina a nord con il Veneto (provincia di Rovigo) e la Lombardia (provincia di Mantova) lungo il Po (e il Po di Goro nel delta del Po), a ovest con la provincia di Modena, a sud (lungo il Reno) con la città metropolitana di Bologna e la provincia di Ravenna, a est con il mare Adriatico (tra il Po di Goro e la foce del Reno).
È la provincia dell'Emilia-Romagna con maggiore estensione di riserve naturali e aree protette, che ammontano a circa 40.000 ettari (più del 15% della superficie totale).

## Geografia fisica

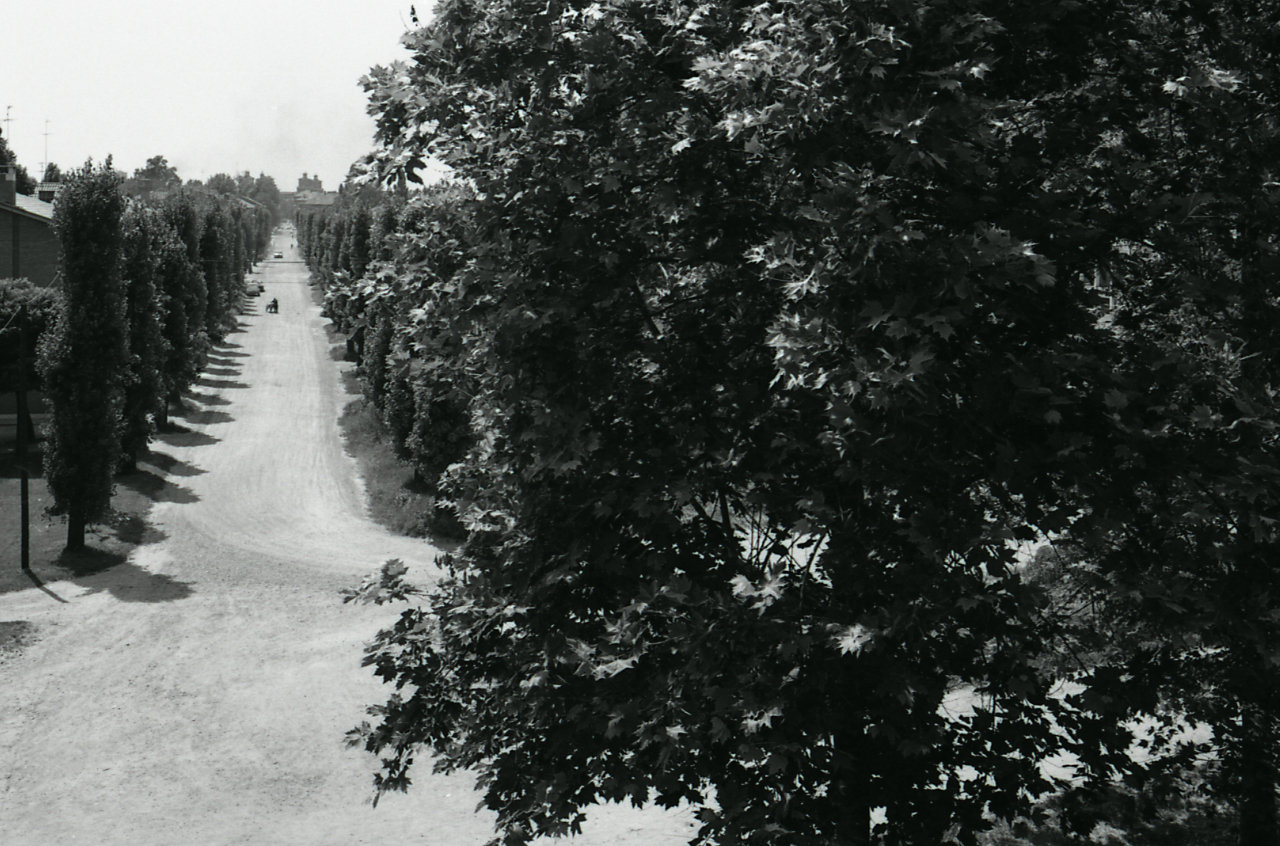
Corso Ercole I d'Este visto dalla porta degli Angeli. Sullo sfondo il Castello Estense. Foto di Paolo Monti del 1974. Fondo BEIC

Si tratta di un'area completamente pianeggiante, in cui le altitudini più elevate, nelle vicinanze del confine con la provincia di Modena, non superano le poche decine di metri, mentre una consistente porzione del territorio è a una quota persino inferiore al livello del mare (il punto più basso è a -3,44 m). Il territorio è molto fertile e permette la coltura di frutta (soprattutto pesche, albicocche, mele, pere e kiwi) e cereali (mais, frumento e riso). Nel XX secolo la provincia era molto importante per la coltivazione della canapa.

### Idrografia
Il corso d'acqua principale che attraversa la provincia è il fiume Po: segna il confine con la provincia di Rovigo e, nel territorio ferrarese, si divide in Po di Volano (che attraversa Ferrara), Po di Primaro e Po di Goro, il più meridionale dei rami del delta del fiume. Il fiume Reno segna il confine meridionale della provincia da Cento con qualche interruzione fino ad Argenta: infine sfocia a sud del Lido di Spina, in provincia di Ravenna. I torrenti Idice e Sillaro attraversano la provincia solo nel loro ultimo tratto, andando rispettivamente a sfociare nelle valli di Campotto e in Valle Santa. A ovest attraversa Bondeno il Panaro, ultimo affluente del Po. Inoltre scorrono attraverso la provincia numerosi canali artificiali, tra cui il Cavo Napoleonico, che collega Po e Reno, e l'Idrovia Ferrarese.
Dirigendosi verso il mar Adriatico si incontrano le numerose valli d'acqua salmastra del delta del Po: sono terreni che, a causa della subsidenza del territorio, vengono allagati dalle acque del mare. Le più importanti sono le valli di Comacchio, estese su più di 10 000 ettari, che si suddividono in valle Vacca, valle Fossa di Porto, valle Zavelea, valle Ussarola e Salina di Comacchio. Ci sono poi valle Fattibello (sulla quale si affaccia Comacchio) e a nord valle Bertuzzi (suddivisa in valle Nuova e in val Cantone) e valle Canneviè-Porticino. La dimensione attuale delle valli è molto minore rispetto al passato, in quanto grandi aree palustri sono state bonificate (valle del Mezzano, valle Pega, valle Giralda, valle Falce, valle Vallona). Più verso l'interno si incontrano le valli di Campotto e Valle Santa, che sono invece caratterizzate da acqua dolce.
I laghi principali della provincia sono due: il lago delle Nazioni, di origine artificiale, e il lago del Quaternario, così chiamato per il gran numero di fossili che vi si possono trovare.

### Clima
Secondo i dati della stazione meteorologica di Ferrara il clima dell'Emilia-Romagna e più in particolare della provincia ferrarese è di tipo temperato umido, con una forte escursione termica tra l'estate e l'inverno.
In estate si possono raggiungere facilmente i 35°, soprattutto nelle zone dell'entroterra, mentre le temperature sono più miti nella fascia litoranea anche se accompagnate da un forte tasso di umidità con precipitazioni forti ma di breve durata. Con l'arrivo dell'autunno le temperature si abbassano velocemente e aumentano le precipitazioni. Compare inoltre il fenomeno della nebbia, che accompagna il territorio fino ad aprile. In inverno le temperature scendono spesso sotto lo zero di notte, meno frequentemente di giorno. La neve è un fenomeno regolare, ma la quantità può variare notevolmente da anno ad anno. La primavera è caratterizzata da numerose piogge alternate a lunghi periodi di sole, con temperature molto variabili.

| FERRARA (1961-1990) | Mesi | Mesi | Mesi | Mesi | Mesi | Mesi | Mesi | Mesi | Mesi | Mesi | Mesi | Mesi | Stagioni | Stagioni | Stagioni | Stagioni | Anno |
| FERRARA (1961-1990) | Gen  | Feb  | Mar  | Apr  | Mag  | Giu  | Lug  | Ago  | Set  | Ott  | Nov  | Dic  | Inv      | Pri      | Est      | Aut      | Anno |
| ------------------- | ---- | ---- | ---- | ---- | ---- | ---- | ---- | ---- | ---- | ---- | ---- | ---- | -------- | -------- | -------- | -------- | ---- |
| T. max. media (°C)  | 4,1  | 7,4  | 12,7 | 17,3 | 22,0 | 26,4 | 29,1 | 28,5 | 24,2 | 17,6 | 10,8 | 5,6  | 5,7      | 17,3     | 28,0     | 17,5     | 17,1 |
| T. min. media (°C)  | −0,9 | 0,8  | 4,7  | 8,6  | 12,8 | 16,5 | 18,8 | 18,6 | 15,4 | 10,4 | 5,4  | 1,1  | 0,3      | 8,7      | 18,0     | 10,4     | 9,4  |
| Precipitazioni (mm) | 39   | 41   | 53   | 62   | 62   | 61   | 44   | 47   | 56   | 75   | 64   | 48   | 128      | 177      | 152      | 195      | 652  |

### Aree naturali

#### Parco regionale del Delta del Po

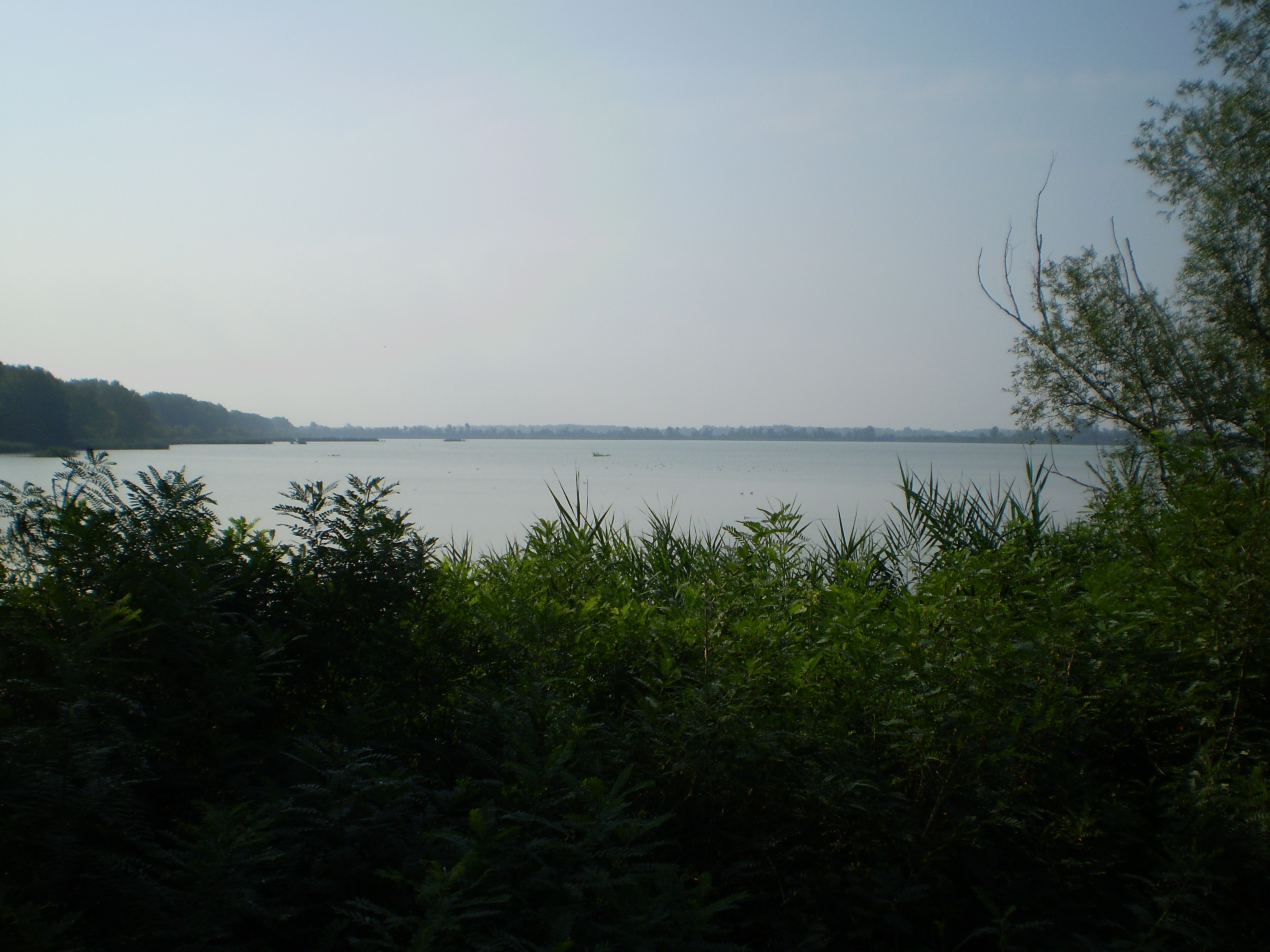
Le Valli di Argenta nel Parco regionale del Delta del Po

Il Parco regionale del Delta del Po è una vasta area protetta compresa tra il Po di Goro, le foci del Reno, del Lamone, i Fiumi Uniti e l'Adriatico. Il parco, istituito nel 1998, comprende 18.000 ettari dell'Emilia-Romagna con una vasta vegetazione ed una ricca presenza animale, in particolare avifauna. Nel territorio vi sono monumenti notevoli come l'Abbazia di Pomposa e la Pieve di San Giorgio. È stato inserito nella lista dei patrimoni dell'umanità dall'UNESCO nel 1999.

#### Valli di Comacchio
Le Valli di Comacchio, situate a Comacchio ed estendendosi sino alla provincia di Ravenna, costituiscono una vasta area verde di 11000 ettari, caratterizzata da quattro valli principali (Lido di Magnavacca, Fossa di Porto, Campo e Fattibello) e dall'elevata presenza di animali, uccelli in particolare. Nella zona di Comacchio è molto attiva la pesca alle anguille.

#### Bosco della Mesola
La Riserva naturale Bosco della Mesola si estende fra i comuni di Goro, Codigoro e Mesola, contando un'estensione territoriale di 1058 ettari. Fondato nel 1977, rappresenta una riserva nazionale dello Stato, costituito da arbusti quali tamerici, salici, e querce oltre alla presenza di ungulati quali il cervo della mesola, specie endemica di taglia più piccola rispetto al comune cervo europeo, minacciata da un assortito nucleo di daini.

#### Oasi isola bianca
L'oasi Isola Bianca è un'area di protezione della fauna gestito dalla Lipu. Ha un'estensione di 360 ettari ed è compresa nella frazione di Pontelagoscuro del Comune di Ferrara vicino al Po. La presenza faunistica più rilevante è rappresentata dal picchio rosso maggiore, simbolo dell'oasi. Oltre a questa vi si possono osservare altre specie di volatili quali l'airone cenerino e il Cavaliere d'Italia.

#### Bosco della Panfilia
Il Bosco della Panfilia si trova nelle vicinanze di Sant'Agostino e ricorda le antiche foreste padane distrutte dell'antropizzazione. Si è formato da circa tre secoli ed il nome deriva da una celebre rotta del Po di Primaro avvenuta nel 1750 che ha travolse il palazzo e le terre del marchese Panfilio Fachinetti. È una zona protetta ricca di specie vegetali come pioppo bianco, frassino ossifìllo, salice bianco, robinia, olmo campestre, acero campestre, gelso bianco, ontano nero.
Anche la fauna è molto ricca. Vi sono uccelli come Merlo, Ghiandaia, Storno, cinciarella, cinciallegra, scricciolo, averla piccola, averla cenerina, allodola, cornacchia grigia, fringuello, picchio verde, picchio rosso maggiore. E anche: martin pescatore, gallinella d'acqua, nitticora, germano reale, airone cenerino e così via. Vi si trova pure il fagiano, e vari rapaci: allocco, barbagianni, civetta, gufo comune, poiana, gheppio e sparviere. Tra i mammiferi lepre, riccio, talpa, volpe e nutria. Sono presenti poi molti altri vertebrati e numerosissime specie di invertebrati.

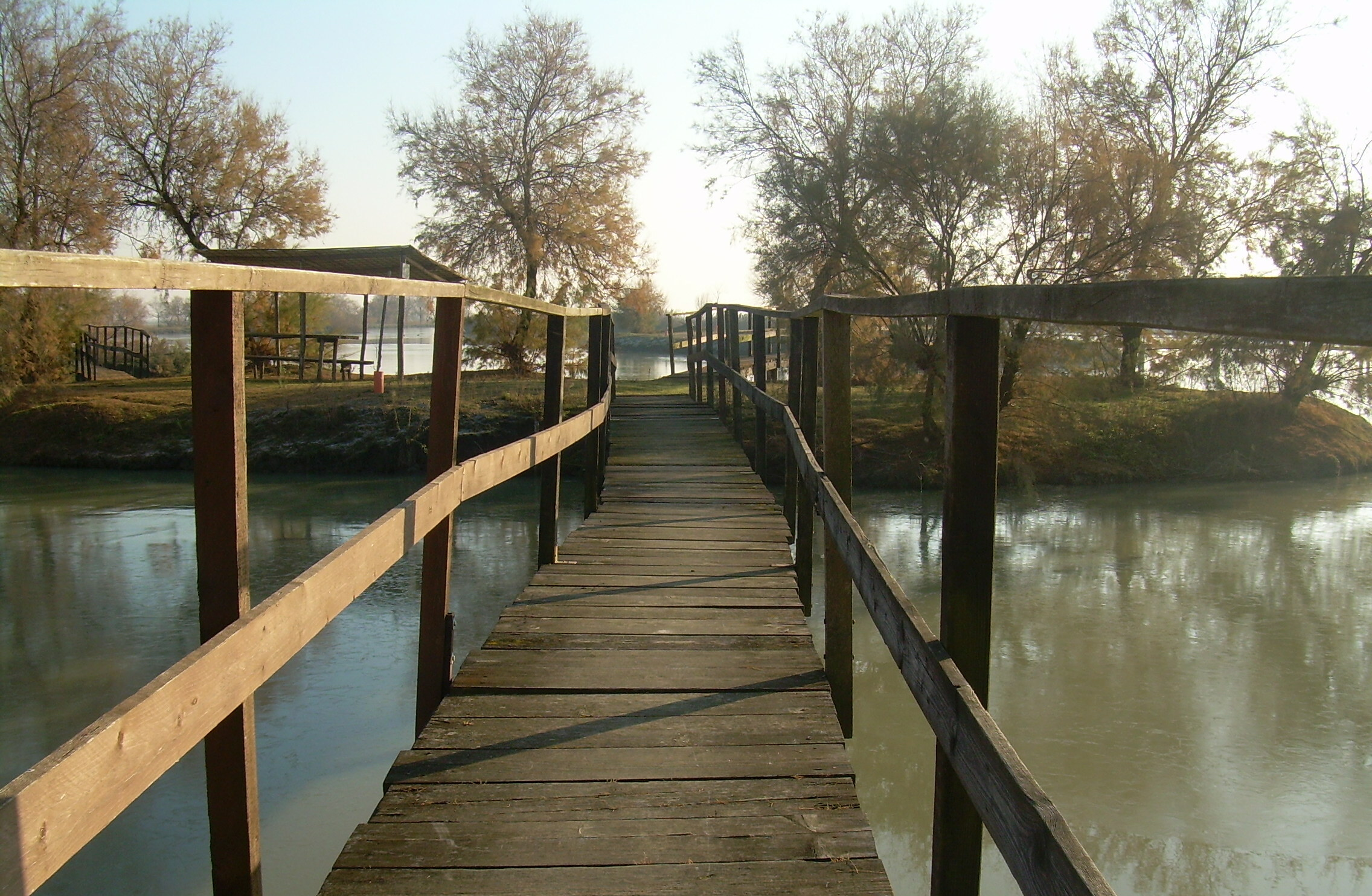
Un ponte di legno nell'oasi di Porto

#### Oasi di Porto
L'Oasi di Porto è un'area di interesse naturalistico posta al confine tra il comune di Portomaggiore con il comune di Argenta. Comprende una serie di isolette collegate da ponticelli in legno. Viene frequentata da turisti, da pescatori e appassionati di birdwatching. L'area è una delle poche della Provincia di Ferrara, insieme alle Anse Vallive, a non registrare la presenza del pesce siluro e del gambero rosso americano.

## Simboli

Stemma della Provincia, In uso dal 1943. Riunisce le armi dei capoluoghi dei tre circondari originari che costituivano la provincia (Ferrara, Cento e Comacchio).
Stemma della Provincia in uso dal 17 gennaio 1938 fino al 1943. Portava il Capo del Littorio[2]
Stemma della Provincia in uso dal 1898 fino al 17 gennaio 1938. Fu modificato quando si dovette aggiungere il Capo del Littorio per evitare la sovrapposizione poco estetica di due capi.[2]
Gonfalone provinciale
Bandiera provinciale

## Comuni
Appartengono alla provincia di Ferrara i seguenti 21 comuni: 
- Argenta
- Bondeno
- Cento
- Codigoro
- Comacchio
- Copparo
- Ferrara
- Fiscaglia
- Goro
- Jolanda di Savoia
- Lagosanto
- Masi Torello
- Mesola
- Ostellato
- Poggio Renatico
- Portomaggiore
- Riva del Po
- Terre del Reno
- Tresignana
- Vigarano Mainarda
- Voghiera

### Comuni più popolosi
Di seguito sono riportati i sei comuni più popolosi presenti nella Provincia, ordinati per popolazione:
| Pos. | Comune    | Abitanti | Stemma |
| ---- | --------- | -------- | ------ |
| 1    | Ferrara   | 132 350  |        |
| 2    | Cento     | 35 432   |        |
| 3    | Comacchio | 21 754   |        |
| 4    | Argenta   | 20 819   |        |
| 5    | Copparo   | 15 782   |        |
| 6    | Bondeno   | 14 019   |        |

### Comuni ad estremità geografiche
| Stemma | Città       | Coordinata geografica     | Estremità geografica |
| ------ | ----------- | ------------------------- | -------------------- |
|        | Riva del Po | 44°59′08.5″N 11°58′04.9″E | Nord                 |
|        | Argenta     | 44°32′45.5″N 12°07′50.8″E | Sud                  |
|        | Goro        | 44°47′28.7″N 12°23′54.1″E | Est                  |
|        | Bondeno     | 44°54′21.5″N 11°14′05.2″E | Ovest                |

## Unioni di comuni
Le tre unioni di comuni sono:
- Unione dei comuni Valli e Delizie, composta dai comuni di Argenta, Ostellato e Portomaggiore (sede amministrativa dell'unione);
- Unione Terre e Fiumi, composta dai comuni di Copparo (sede amministrativa dell'unione), Tresignana, Riva del Po;
- Unione Delta del Po, composta dai comuni di Codigoro (sede amministrativa dell'unione), Goro, Lagosanto, Fiscaglia, Mesola.

## Società

### Evoluzione demografica
Abitanti censiti

### Qualità della vita
| Anno | Qualità della Vita (Sole 24 Ore) | Qualità della Vita (Italia Oggi) | Rapporto Ecosistema Urbano (Legambiente) |
| ---- | -------------------------------- | -------------------------------- | ---------------------------------------- |
| 2014 | 43°                              | 71°                              | 63°                                      |
| 2015 | 63°                              | 65°                              | 57°                                      |
| 2016 | 58°                              | 67°                              | 27°                                      |
| 2017 | 45°                              | 65°                              | 28°                                      |
| 2018 | 47°                              | 41°                              | 38°                                      |
| 2019 | 64°                              | 53°                              | 10°                                      |
| 2020 | 34°                              | 46°                              | 22°                                      |
| 2021 | 45°                              | 24°                              | 10°                                      |
| 2022 | 51°                              | 47°                              | 17°                                      |
| 2023 | 60°                              | 48°                              | 19°                                      |
| 2024 | 51°                              | 27°                              | 11°                                      |

(Dati aggiornati al 2024)

## Infrastrutture e trasporti

### Strade
La provincia è servita dalla autostrada A13 con diversi caselli. Il Capoluogo è collegato al mare con un raccordo autostradale.

### Ferrovie
- Ferrovia Padova-Bologna
- Ferrovia Suzzara-Ferrara
- Ferrovia Ferrara-Rimini
- Ferrovia Ferrara-Codigoro
- Ferrovia Bologna-Portomaggiore
- Ferrovia Portomaggiore-Dogato

### Porti
La Provincia dispone di due porti, Comacchio (Porto Garibaldi) e Goro.

## Amministrazione

### Elenco dei presidenti
Il presidente della provincia è Daniele Garuti, sindaco di Poggio Renatico.
| Presidente              | Partito                           | Mandato           | Mandato           | Elezioni       |
| Presidente              | Partito                           | Inizio            | Fine              | Elezioni       |
| ----------------------- | --------------------------------- | ----------------- | ----------------- | -------------- |
| Ivo Diozzi              | Democrazia Cristiana              | 1945              | 16 giugno 1952    |                |
| Alfredo Carpeggiani     | Partito Socialista Italiano       | 16 giugno 1952    | 1964              |                |
| Flaviano Malaguti       | Partito Socialista Italiano       | 1965              | 1967              |                |
| Radames Costa           | Partito Comunista Italiano        | 1967              | 1970              |                |
| Giuliano Domenicali     | Partito Socialista Italiano       | 1970              | 1975              |                |
| Ugo Marzola             | Partito Socialista Italiano       | 1975              | 1985              |                |
| Carlo Perdomi           | Partito Socialista Italiano       | 31 luglio 1985    | 12 luglio 1990    |                |
| Francesco Ruvinetti     | Partito Socialista Italiano       | 12 luglio 1990    | 24 aprile 1995    |                |
| Paolo Siconolfi         | Partito Popolare Italiano         | 24 aprile 1995    | 14 giugno 1999    |                |
| Pier Giorgio Dall'Acqua | La Margherita/Partito Democratico | 14 giugno 1999    | 25 giugno 2009    |                |
| Marcella Zappaterra     | Partito Democratico               | 25 giugno 2009    | 30 settembre 2014 |                |
| Tiziano Tagliani        | Partito Democratico               | 30 settembre 2014 | 31 ottobre 2018   |                |
| Barbara Paron           | Partito Democratico               | 31 ottobre 2018   | 6 ottobre 2020    |                |
| Nicola Minarelli        | Partito Democratico               | 6 ottobre 2020    | 19 dicembre 2021  | Vicepresidente |
| Gianni Michele Padovani | Partito Socialista Italiano       | 19 dicembre 2021  | 29 settembre 2024 |                |
| Daniele Garuti          | Indipendente di centro-destra     | 29 settembre 2024 | "in carica"       |                |